# Великобурлукский район
Великобурлу́кский либо Велико-Бурлукский  райо́н, изначально Бурлу́цкий — упразднённый район в северо-восточной части Харьковской области на Украине. Админцентр района — пгт Великий Бурлук. Район создан в марте 1923 года и ликвидирован 17 июля 2020 года; после чего вошёл в состав Купянского района.
Весной 1923 года из частей Бурлуцкой и Шиповатской волостей Волчанского уезда Харьковской губернии УССР был создан небольшой Бурлуцкий район, входивший в Купянский округ; а часть Бурлуцкой волости отошла к Шиповатскому району.

## География
Площадь района — 1220,8 км² (3,9 % от общей площади Харьковской области).
Расстояние от райцентра до Харькова по автотрассе — 108 км.

### Соседние регионы
На севере и северо-востоке Великобурлукский район граничит с Волоконовским и Валуйским районами Белгородской области Российской Федерации, на востоке и юго-востоке с Двуречанским, на юге — с Купянским и Шевченковским, на западе — с Печенежским и Волчанским районами Харьковской области.
Протяжность государственной границы с Российской Федерацией — 38 км.

### Гидрография района
Реки, протекающие по территории района, принадлежат к группе малых рек и относятся к бассейну Дона.
Реки района:
| № п/п | Название реки     | Куда впадает река | Общая длина, км |
| ----- | ----------------- | ----------------- | --------------- |
| 1     | Великий Бурлук    | Северский Донец   | 93              |
| 2     | Гнилушка          | Северский Донец   | 31              |
| 3     | Верхняя Двуречная | Оскол             | 32              |
| 4     | Плотва            | Волчья            | 32              |

Большинство рек района летом почти полностью пересыхают. Скорость течения очень невелика (1—0,4 м/сек). Основное питание рек — снежно-дождевое. Зимой и засушливым летом важную роль в питании рек играют грунтовые воды.

## Население
Население (по состоянию на 1 января 2019 года) — 21 571 человек:
- по месту жительства:
  - городского — 5 794 человека;
  - сельского — 15 777 человек.

Особенностью состава населения района является его многообразие. На территории Великобурлукского района проживают представители 41 национальности и народности.
Национальный состав населения
| № п/п | Национальность | Количество человек | %     |
| ----- | -------------- | ------------------ | ----- |
| 1     | украинцы       | 19354              | 73,00 |
| 2     | русские        | 6363               | 24,00 |
| 3     | белорусы       | 185                | 0,70  |
| 4     | армяне         | 70                 | 0,30  |
| 5     | азербайджанцы  | 47                 | 0,20  |
| 6     | грузины        | 41                 | 0,15  |
| 7     | молдаване      | 37                 | 0,14  |
| 8     | цыгане         | 22                 | 0,08  |
| 9     | румыны         | 17                 | 0,06  |

В Великобурлукском районе также живут татары, венгры, поляки, евреи, аварцы, немцы, осетины и представители других национальностей.

## Административное устройство района
Бурлуцкий район был образован весной 1923 года, когда на Украине проводилась административно-территориальная реформа.
Центром района стало село Великий Бурлук. Первоначально в район вошли часть Шиповатской волости и большая часть Бурлуцкой волости Волчанского уезда Харьковской губернии УССР.
Район включает в себя:
| - Поселковых советов: 2 - Сельских советов: 16 | - Посёлков городского типа: 2 - Посёлков: 18 - Сёл: 63 |

### Местные советы
| Великобурлукский поселковый совет Приколотнянский поселковый совет Андреевский сельский совет Гнилицкий сельский совет Гнилицкий Первый сельский совет Григоровский сельский совет Катериновский сельский совет Малобурлукский сельский совет Меловский сельский совет | Новоалександровский сельский совет Ольховатский сельский совет Подсереднянский сельский совет Рубленский сельский совет Среднебурлуцкий сельский совет (ликвидирован после 1977) Федоровский сельский совет Хатненский сельский совет Червонохвыльский сельский совет Черненский сельский совет Шиповатский сельский совет |

### Населённые пункты
| с. Амбарное с. Андреевка с. Анискино с. Аркушино с. Артельное с. Балка с. Березники с. Буряковка пгт Великий Бурлук с. Веселое (Шипуватский с/с) с. Водяное с. Гнилица с. Гнилица Первая с. Гогино с. Голубовка с. Горяное с. Грачевка с. Григоровка с. Долгенькое с. Должанка пос. Дорошенково с. Жуков Яр с. Замост с. Зарубинка с. Зеленый Гай (Гнилицкий с/с) пос. Зеленый Гай (Червонохвыльский с/с) с. Ивашкино | пос. Каневцово с. Катериновка с. Комиссарово с. Красное пос. Красноярское с. Крейдянка с. Купино пос. Купьеваха пос. Курганное с. Лебедевка пос. Литвиновка с. Лобановка с. Лозовое пос. Малахово с. Малый Бурлук с. Манцевка с. Меловое с. Михайловка с. Нестеровка с. Нефедовка пос. Николаевка пос. Никольское с. Новая Александровка (Новоалександровский с/с) пос. Новая Александровка (Червонохвыльский с/с) с. Новоселовка с. Озёрное с. Ольховатка | с. Плоское пос. Подсреднее с. Полковничье с. Потихоново пгт Приколотное с. Рогозянка с. Рубленое пос. Садовод пос. Серый Яр с. Слизнево пос. Сонино с. Средний Бурлук с. Стецковка с. Устиновка пос. Федоровка с. Хатнее пос. Червоная Хвыля с. Чёрное с. Чугуновка с. Шевченково (Малобурлукский с/с) с. Шевченково (Новоалександровский с/с) с. Шевяковка с. Шиповатое пос. Шиповатое с. Широкое с. Юрьевка с. Яичное |

### Ликвидированные населённые пункты[6]
| с. Бабышкино с. Березки пос. Вадбольское с. Веселое (Андреевский с/с) | пос. Гнилица с. Гусевка с. Круглое с. Попельное | с. Тихий Берег с. Шляховое |

## История

### Древняя история
История Великобурлукского края уходит в далёкое прошлое, период первобытнообщинного строя. Именно к тем временам относятся первые следы пребывания людей в здешнем крае.
В 70-х годах XX века харьковские археологи провели раскопки на берегах реки Великий Бурлук.
Им удалось обнаружить следы поселений племён так называемой срубной культуры (II-е — начало I-го тысячелетия до н. э.).
Археологи Харьковского университета во главе с доктором исторических наук, профессором Б. А. Шрамко провели работу и насчитали в Великобурлукском районе 134 древних кургана, под которыми прячутся захоронения эпохи бронзы.

### XVII век
Заселение нынешних Великобурлукских земель произошло во второй половине XVII столетия.
В 1672 году 390 казацких семей во главе с атаманом Скиданом прибыли с Правобережной Украины и поселились у реки Великий Бурлук по разрешению чугуевского воеводы.
Казаки основали слободу Великий Бурлук, неподалёку от Бурлукского острога, что был укреплённым пунктом для защиты южных земель Российского государства от нападения татар.
Есть несколько версий относительно названия казацкой слободы (теперешнего посёлка Великий Бурлук).
Во-первых, существуют предположения, что это название происходит от тюркских слов «бор» и «лук».
Сложное двухосновное существительное «бурлук» означает «осадок грязной воды».
Есть и другая версия, которая связывает название слободы с рекой Бурлук.
Эта версия, вероятно, наиболее правдоподобна, потому что по течению реки Бурлук имеется целый ряд сел и посёлков, в основу названия которых также положено слово «бурлук».
Весной 1923 года из частей Бурлуцкой и Шиповатской волостей Волчанского уезда Харьковской губернии УССР был создан небольшой Бурлуцкий район, входивший в Купянский округ; а часть Бурлуцкой волости отошла к Шиповатскому району.

### Великая Отечественная война
В конце мая — начале июня 1942 года война докатилась до Великобурлукского района.
10—14 июня 1942 года немецкое командование проводило операцию под названием «Вильгельм», в ходе которой немецким войскам была поставлена задача овладеть рубежом по левому берегу реки Великий Бурлук.
Во время кровопролитных боев в районе погибли многие советские бойцы, которые были похоронены на месте гибели.
15—16 июня 1942 года в районе сел Ольховатка и Зарубинка с немецкими войсками вели бои воины 6-й отдельной танковой бригады под командованием майора Хопко С. А.
За два дня тяжёлых боев наши танкисты, артиллеристы и пехотинцы уничтожили 120 танков противника, много другой техники и живой силы врага. В этих боях воины 6-й отдельной танковой бригады нанесли тяжёлый урон немецкой танковой дивизии СС «Мёртвая голова».
26 июня 1942 года немецкими войсками было занято село Катериновка. В боях по обороне села принимали участие воины 24-го кавалерийского полка.
В июне 1942 года село Средний Бурлук было одним из промежуточных рубежей обороны 9-й Гвардейской стрелковой дивизии под командованием генерал-майора Белобородова, которая входила в состав 38-й армии Юго-западного фронта.
До конца июня 1942 года территория района была полностью оккупирована врагом.
Освобождение района началось в феврале 1943 года 405-м отдельным противотанковым полком и 555-м стрелковым полком, которые освободили села Григоровку и Катериновку.
3 февраля 1943 года был освобождён посёлок Великий Бурлук, села Хатное, Шиповатое, а 4 февраля 1943 года — села Гогино, Слизнево, Волково.
В конце февраля 1943 года территория района была полностью освобождена от немецких войск.
В освобождении многих населённых пунктов, а именно, сел Рубленое, Комиссарово, Устиновка, Ольховатка, Приколотное, Гогино, Слизнево, Андреевка принимали участие бойцы-танкисты 3-й танковой армии под командованием генерал-лейтенанта П. С. Рыбалко.
Посёлок Приколотное, села Гогино и Слизнево также освобождали бойцы 42-го стрелкового полка 180 стрелковой дивизии, которая входила в состав 69-й армии генерала В. Д. Крюченкина.
Посёлок Великий Бурлук освободили бойцы 48-й Гвардейской и 180-й стрелковой дивизий.
В летопись Великой Отечественной войны вписаны имена 2096 воинов, которые отдали свою жизнь, защищая и освобождая Великобурлукскую землю. Память о них увековечена мемориалом в Великом Бурлуке, братскими могилами в сёлах района, экспозициями музеев и школьными музейными уголками.
В годы войны 11 тысяч жителей Великобурлукского района пошли на фронт. 5,5 тысяч из них не вернулись домой. Их могилы разбросаны от Волгограда до Берлина, а имена навечно занесены в книгу Памяти Украины.
За боевые подвиги на фронтах Великой Отечественной войны получили звание Героя Советского Союза:
- Антонов, Александр Антонович, село Средний Бурлук;
- Заболотный, Иван Николаевич, село Шиповатое;
- Калиберда, Иван Афанасьевич, пгт. Великий Бурлук;
- Киселёв, Иван Герасимович, село Григоровка;
- Ольшанский, Константин Фёдорович, пгт. Приколотное;
- Проценко, Леонид Алексеевич, пгт. Великий Бурлук;
- Пятыхин, Иван Гаврилович, село Попасное;
- Тарасов, Лука Фёдорович, село Зарубинка;
- Холод, Михаил Мефодиевич, село Малый Бурлук;
- Чайка, Федор Васильевич, пгт. Великий Бурлук.

Имена Константина Ольшанского, Леонида Проценко и Михаила Холода навечно занесены в списки личного состава частей, кораблей и военно-учебных заведений.

### После войны
- 4 января 1957 года к Великобурлукскому району была присоединена часть территории упразднённого Ольховатского района[7].
- В 2020 году в рамках оптимизации районов в Харьковской области Верховная Рада оставила семь районов (без данного).
- 17 июля 2020 года в рамках украинской административно-территориальной реформы по новому делению Харьковской области[8] район был ликвидирован;[9] его территория присоединена в основном к Купянскому району.

## Известные люди
- Колокольцев Василий Григорьевич — в конце 90-х годов XIX века был избран председателем земской управы Волчанского уезда, в состав которого тогда входили земли Великого Бурлука. В. Г. Колокольцев провёл масштабные реформы, прежде всего, в сфере уездного образования и медицины. В строительство земских школ, сельских библиотек, врачебных участков и фельдшерских пунктов он вкладывал не только земские, но также собственные средства, которые получал от продажи земель из своих имений.
- Ольшанский Константин Фёдорович (родился в 1915 году в семье агронома в селе Приколотное, Великобурлукского района) — отважный командир Николаевского морского десанта 26 марта 1944 года, который должен был помочь советским войскам при штурме города. В состав десанта вошли одни добровольцы. За двое суток непрерывных боев морские пехотинцы старшего лейтенанта Ольшанского отбили 18 атак врага и уничтожили более 700 немцев, 2 танка и 4 пушки. Из ольшанцев живыми осталось только 12 человек. Остальные во главе со своим командиром погибли. Всем 68 участникам десанта присвоено звание Героев Советского Союза (один из редчайших случаев за все время войны).
- Сичкарёва Александра Григорьевна — звеньевая, в 1947 году добилась рекордного урожая в своём совхозе (41 центнер пшеницы с гектара), за что ей было присвоено звание Героя Социалистического Труда. В 1954 году за самоотверженный труд и настойчивость в достижении высоких результатов Александру Григорьевну Сечкареву, великобурлучане избрали депутатом Верховного Совета Украинской ССР.
- Колесник Екатерина Семёновна — колхозница (колхоз им. Красной Армии). В годы Великой Отечественной войны служила связистом. За доблесть и отвагу была награждена орденом Красной звезды.

## Животный мир
Особенностью Великобурлукского района являются сурки.
Когда-то они заселяли почти всю степную зону Украины до самого Чёрного моря.
В XVII веке мех сурков активно вывозили в Польшу и Крым, а оттуда — в другие страны.
В XIX веке, когда степи стали распахивать под сельскохозяйственные культуры, сурков вынудили потесниться, и они начали быстро исчезать.
В XX веке сурок очутился на грани вымирания, и только благодаря тому, что в Великобурлукском районе много балок и оврагов, непригодных для использования в сельском хозяйстве, сурки сохранились.
На территории района созданы два республиканских заказника с колониями сурков — Бурлукский и Катериновский — площадью 853 гектара.
Сейчас в районе насчитывается около 21 тысячи этих редких зверьков, занесённых в Красную книгу.
В 1996 году часть сурков была переселена во всемирно известный заповедник Аскания-Нова.
В последние годы великобурлукских сурков отлавливали и переселяли для размножения в Полтавскую, Донецкую, Николаевскую, Херсонскую и Одесскую области.

## Экономика

### Сельское хозяйство
В сельском хозяйстве занято более чем 60 % от всех работающих в сфере материального производства района.
Растениеводство в структуре сельскохозяйственного производства составляет 74 %.
Его главное направление — выращивание зерновых и технических культур.
Основными направлениями производства в животноводстве являются выращивание крупного рогатого скота мясо-молочного направления, а также свиноводство и птицеводство.
Площадь сельскохозяйственных угодий (по всем товаропроизводителям, включая подсобные хозяйства) — 105 тыс.га. Из них:
- пашни — 83,9 тыс.га
- многолетние насаждения — 0,8 тыс.га
- сенокосы — 3,4 тыс.га
- пастбища — 16,8 тыс.га

Количество сельскохозяйственных предприятий, независимо от форм собственности — 31;
фермерских хозяйств — 23.
Объём сельскохозяйственного производства (в сравнительных ценах 2000 года) — 82,4 млн.грн.

### Промышленность
Промышленный комплекс района (по состоянию на 1 января 2005 года).
Количество предприятий — 3 (на самостоятельном балансе, без предприятий малого бизнеса):
- ЗАО «Приколотнянский маслоэкстракционный завод»;
- ОАО «Великобурлукский сыродельный завод»;
- Великобурлукский хлебокомбинат.

Объём промышленного производства в 2004 году (в действующих ценах) — 253,8 млн.грн.

## Социальная сфера

### Учебные заведения
Общеобразовательные учебно-воспитательные (всего) — 41, в том числе:
- школы — 24/3760 учеников;
- дошкольные — 14/440 детей.
- лицей

Всего в учебно-воспитательных заведениях района установлено 116 компьютеров, а компьютерные классы есть в 13 учебных заведениях.
К сети Интернет подключены 18 учебных заведений и отдел образования Великобурлукской райгосадминистрации.

### Медицина
Медицинские учреждения — 29, в том числе:
- больничные учреждения — 2;
- амбулаторные — 3;
- ФАПы и ФП — 24.

### Культура и спорт
Учреждения культуры:
- библиотеки — 20;
- дома культуры, клубы — 27;
- памятники истории и культуры — 54;
- музеи — 2.

Физкультура и спорт:
- Детско-юношеские спортивные школы — 2:
  - ДЮСШ отдела образования — 676 чел.
  - МГ ДЮСШ «Колос» — 314 чел.

### СМИ
В районе издаётся газета «Советский патриот», соучредителями которой являются районный совет и трудовой коллектив редакции.
Тираж газеты 3530 экземпляров.
На территории района принимаются телеканалы: УТ, 1+1, «Интер», а также ОРТ, РТР (Россия).

## Религия
В настоящее время в районе зарегистрированы и действуют 7 религиозных общин:
- Украинской православной церкви — 4;
- Евангельских христиан баптистов — 2;
- христиан веры Евангельской «Благовест» — 1.